# Jan Zawadzki (ekonomista)
Jan Zawadzki – polski ekonomista, profesor nauk ekonomicznych, pracownik naukowy Katedry Zastosowań Matematyki Wydziału Ekonomicznego Akademii Rolniczej w Szczecinie i Katedry Metod Ilościowych Wydziału Zarządzania i Ekonomiki Usług Uniwersytetu Szczecińskiego.

## Życiorys
W 1990 r. habilitował się na podstawie pracy zatytułowanej Ekonometryczne metody prognozowania w przedsiębiorstwie, w 1997 r. uzyskał tytuł profesora nauk ekonomicznych. Pracował na stanowisku profesora w Instytucie Ekonomii i Zarządzania Politechnice Szczecińskiej i w Katedrze Zastosowań Matematyki w Ekonomii  na Wydziale Ekonomicznym Zachodniopomorskiego Uniwersytetu Technologicznego w Szczecinie.
Był profesorem nadzwyczajnym w Instytucie Zarządzania Transportem na Wydziale Inżynieryjnym i Ekonomicznym Transportu Akademii Morskiej w Szczecinie.